# Ain’t No Stoppin’ Us Now
Ain’t No Stoppin’ Us Now ist ein Lied von McFadden & Whitehead aus dem Jahr 1979, das von Gene McFadden und John Whitehead sowohl geschrieben als auch produziert wurde. Es erschien auf dem Album McFadden & Whitehead.

## Geschichte
In Ain’t No Stoppin’ Us Now geht es darum, trotz Nachteilen erfolgreich zu sein. Trotzdem wurde es damals so interpretiert, dass es um Erfahrungen aller Afroamerikaner ginge und deshalb als Hymne der Afroamerikaner durchging. Kelefa Sanneh bemerkte, dass das Lied eine überschwängliche Nummer sei, die oft als Ausdruck des Stolzes der afroamerikanischen Bevölkerung interpretiert werde, aber auch den Disput der Autoren des Liedes mit dem Plattenlabel Philadelphia International Records über die Lizenzgebühren thematisiere. Whitehead sagte dazu in einem Interview: „Wenn überhaupt, war das Lied eine Erklärung unserer Unabhängigkeit von Gamble“.
Obwohl Gene McFadden und John Whitehead als Gesellschaftskritiker angesehen wurden, verrieten sie in einem Interview mit dem Videoproduzenten Bob Lott von Philadelphia International Records, dass es in dem Song um ihre Frustration durch die Chefs des Labels Philadelphia International Records Gamble und Huff gehe, weil sie eher als Songwriter geduldet wurden. Gamble glaubte anfangs nicht an den Erfolg durch die Interpretation von McFadden & Whitehead und legte nahe, den Song an die O’Jays abzugeben. McFadden & Whitehead setzten sich später durch.
Die Single wurde am 26. April 1979 veröffentlicht, sie entspricht den Musikrichtungen Disco, Funk und Contemporary R&B. Für den Verkauf von über 2 Millionen Singles wurde das Lied von der British Phonographic Industry mit der silbernen Schallplatte ausgezeichnet.

## Musikvideo
Im Musikvideo tragen McFadden & Whitehead mit drei Backgroundsängerinnen das Lied vor, dabei sieht man im Hintergrund eine riesige Diskokugel. Im Kontrast zueinander trägt das Duo weiße Anzüge, während die Backgroundsängerinnen schwarze Kleider tragen.

## Coverversionen
- 1980: Pino D’Angiò (Ma quale idea)
- 1990: Edwin Starr
- 1995: Luther Vandross
- 1997: George Michael
- 1998: Spice Girls feat. Luther Vandross
- 2003: Biz Markie (Let Me Turn You On)
- 2004: Thomas Anders (King of Love)
- 2006: Andy Abraham